# Động đất ngoài khơi Miyagi 2005
Động đất ngoài khơi Miyagi 2005 (宮城県沖地震 Miyagi-ken oki Jishin) xảy ra vào lúc 11:46 (theo giờ địa phương), ngày 16 tháng 8 năm 2005. Trận động đất có cường độ 7.2 richter, tâm chấn độ sâu khoảng 36 km, nằm ngoài khơi tỉnh Miyagi. Cơ quan khí tượng Nhật Bản đã phát cảnh báo sóng thần sau động đất. Hậu quả trận động đất đã làm 39 người bị thương.